# Joana Serra i Serra
Joana Serra i Serra (Perpinyà, 1985) és una filòloga, activista cultural i llibretera nord-catalana, amb una forta vinculació amb Baó.
Formada en el si d'una família d'exiliats barcelonins, va cursar la carrera d'Estudis Catalans a la Universitat de Perpinyà i un màster de Sociolingüística. Filla de l'històric dirigent independentista Josep de Calassanç Serra i Puig, conegut com a «Cala», exiliat a Catalunya Nord els anys 1970, Serra reivindica el paper del nord per al conjunt del país. Com a activista, ha estat molt activa en els cercles catalanistes nord-catalans i està vinculada a diverses associacions culturals com ara l'associació catalanista Aire Nou de Bao, de la qual ha estat vicepresidenta, els Castellers del Riberal o el Casal Jaume I, entre d'altres. Entre els seus objectius personals oi professionals es troba el de potenciar la lectura en català entre els joves nord-catalans.
Des del 2012, en què li fou traspassada, regenta la Llibreria Catalana de Perpinyà fundada el 1986, l'única de la Catalunya del Nord especialitzada la cultura catalana, que fou impulsada pel també activista cultural Joan Miquel Touron (Vinçà, 1959) a la plaça de Joan Payrà de la capital del Rosselló, i que el febrer del 2020 va rebre el Premi Martí Gasull.